# 18.ª etapa del Giro de Italia 2024
La 18.ª etapa del Giro de Italia 2024 tuvo lugar el 23 de mayo de 2024 y consistió en una etapa llana con inicio en Fiera di Primiero y final en Padua sobre un recorrido de 178 km. Esta fue ganada por el belga Tim Merlier del equipo Soudal Quick-Step, en lo que fue su segunda victoria en la edición, mientras que el esloveno Tadej Pogačar consiguió mantener el liderato.

## Clasificación de la etapa
| Fiera di Primiero - Padua | etapa llana | (178 km) |

| \| Clasificación de la etapa \| Clasificación de la etapa \| Clasificación de la etapa \| Clasificación de la etapa \| Clasificación de la etapa \| \| Ciclista \| Ciclista \| Equipo \| Tiempo \| \| \| ------------------------- \| ------------------------- \| ------------------------- \| ------------------------- \| ------------------------- \| \| 1.º \| Tim Merlier \| Soudal Quick-Step \| 3 h 45 min 44 s \| \| \| 2.º \| Jonathan Milan \| Lidl-Trek \| + 0 s \| \| \| 3.º \| Kaden Groves \| Alpecin-Deceuninck \| + 0 s \| \| \| 4.º \| Alberto Dainese \| Tudor Pro Cycling Team \| + 0 s \| \| \| 5.º \| Stanisław Aniołkowski \| Cofidis \| + 0 s \| \| \| 6.º \| Fernando Gaviria \| Movistar Team \| + 0 s \| \| \| 7.º \| Madis Mihkels \| Intermarché-Wanty \| + 0 s \| \| \| 8.º \| Caleb Ewan \| Team Jayco AlUla \| + 0 s \| \| \| 9.º \| Davide Ballerini \| Astana Qazaqstan Team \| + 0 s \| \| \| 10.º \| Juan Sebastián Molano \| UAE Team Emirates \| + 0 s \| \| |                       |                        |                 |
| |                       |                        |                 |
| Fuentes: ProCyclingStats Cycling Quotient |                       |                        |                 |
| Clasificación de la etapa |                       |                        |                 |
| Ciclista | Ciclista              | Equipo                 | Tiempo          |
| 1.º | Tim Merlier           | Soudal Quick-Step      | 3 h 45 min 44 s |
| 2.º | Jonathan Milan        | Lidl-Trek              | + 0 s           |
| 3.º | Kaden Groves          | Alpecin-Deceuninck     | + 0 s           |
| 4.º | Alberto Dainese       | Tudor Pro Cycling Team | + 0 s           |
| 5.º | Stanisław Aniołkowski | Cofidis                | + 0 s           |
| 6.º | Fernando Gaviria      | Movistar Team          | + 0 s           |
| 7.º | Madis Mihkels         | Intermarché-Wanty      | + 0 s           |
| 8.º | Caleb Ewan            | Team Jayco AlUla       | + 0 s           |
| 9.º | Davide Ballerini      | Astana Qazaqstan Team  | + 0 s           |
| 10.º | Juan Sebastián Molano | UAE Team Emirates      | + 0 s           |

## Clasificaciones al final de la etapa

### Clasificación general(Maglia Rosa)
| \| Clasificación general \| Clasificación general \| Clasificación general \| Clasificación general \| Clasificación general \| \| Ciclista \| Ciclista \| Equipo \| Tiempo \| \| \| --------------------- \| ---------------------- \| -------------------------- \| --------------------- \| --------------------- \| \| 1.º \| Tadej Pogačar \| UAE Team Emirates \| 67 h 17 min 02 s \| \| \| 2.º \| Daniel Felipe Martínez \| Bora-Hansgrohe \| + 7 min 42 s \| \| \| 3.º \| Geraint Thomas \| Ineos Grenadiers \| + 8 min 04 s \| \| \| 4.º \| Ben O'Connor \| Decathlon-AG2R La Mondiale \| + 9 min 47 s \| \| \| 5.º \| Antonio Tiberi \| Bahrain Victorious \| + 10 min 29 s \| \| \| 6.º \| Thymen Arensman \| Ineos Grenadiers \| + 11 min 10 s \| \| \| 7.º \| Romain Bardet \| Team dsm-firmenich PostNL \| + 12 min 42 s \| \| \| 8.º \| Einer Rubio \| Movistar Team \| + 13 min 33 s \| \| \| 9.º \| Filippo Zana \| Team Jayco AlUla \| + 13 min 52 s \| \| \| 10.º \| Jan Hirt \| Soudal Quick-Step \| + 14 min 44 s \| \| |                        |                            |                  |
| |                        |                            |                  |
| Fuentes: ProCyclingStats Cycling Quotient |                        |                            |                  |
| Clasificación general |                        |                            |                  |
| Ciclista | Ciclista               | Equipo                     | Tiempo           |
| 1.º | Tadej Pogačar          | UAE Team Emirates          | 67 h 17 min 02 s |
| 2.º | Daniel Felipe Martínez | Bora-Hansgrohe             | + 7 min 42 s     |
| 3.º | Geraint Thomas         | Ineos Grenadiers           | + 8 min 04 s     |
| 4.º | Ben O'Connor           | Decathlon-AG2R La Mondiale | + 9 min 47 s     |
| 5.º | Antonio Tiberi         | Bahrain Victorious         | + 10 min 29 s    |
| 6.º | Thymen Arensman        | Ineos Grenadiers           | + 11 min 10 s    |
| 7.º | Romain Bardet          | Team dsm-firmenich PostNL  | + 12 min 42 s    |
| 8.º | Einer Rubio            | Movistar Team              | + 13 min 33 s    |
| 9.º | Filippo Zana           | Team Jayco AlUla           | + 13 min 52 s    |
| 10.º | Jan Hirt               | Soudal Quick-Step          | + 14 min 44 s    |

### Clasificación por puntos(Maglia Ciclamino)
| Clasificación por puntos | Clasificación por puntos | Clasificación por puntos      | Clasificación por puntos | Clasificación por puntos |
| Ciclista                 | Ciclista                 | Equipo                        | Puntos                   |                          |
| ------------------------ | ------------------------ | ----------------------------- | ------------------------ | ------------------------ |
| 1.º                      | Jonathan Milan           | Lidl-Trek                     | 327 pts                  |                          |
| 2.º                      | Kaden Groves             | Alpecin-Deceuninck            | 200 pts                  |                          |
| 3.º                      | Tim Merlier              | Soudal Quick-Step             | 143 pts                  |                          |
| 4.º                      | Filippo Fiorelli         | VF Group-Bardiani CSF-Faizanè | 116 pts                  |                          |
| 5.º                      | Julian Alaphilippe       | Soudal Quick-Step             | 113 pts                  |                          |
| 6.º                      | Tadej Pogačar            | UAE Team Emirates             | 111 pts                  |                          |
| 7.º                      | Andrea Pietrobon         | Team Polti Kometa             | 111 pts                  |                          |
| 8.º                      | Mirco Maestri            | Team Polti Kometa             | 72 pts                   |                          |
| 9.º                      | Davide Ballerini         | Astana Qazaqstan Team         | 70 pts                   |                          |
| 10.º                     | Jhonatan Narváez         | Ineos Grenadiers              | 66 pts                   |                          |

### Clasificación de la montaña(Maglia Azzurra)
| Clasificación de la montaña | Clasificación de la montaña | Clasificación de la montaña   | Clasificación de la montaña | Clasificación de la montaña |
| Ciclista                    | Ciclista                    | Equipo                        | Puntos                      |                             |
| --------------------------- | --------------------------- | ----------------------------- | --------------------------- | --------------------------- |
| 1.º                         | Tadej Pogačar               | UAE Team Emirates             | 230 pts                     |                             |
| 2.º                         | Giulio Pellizzari           | VF Group-Bardiani CSF-Faizanè | 148 pts                     |                             |
| 3.º                         | Georg Steinhauser           | EF Education-EasyPost         | 130 pts                     |                             |
| 4.º                         | Nairo Quintana              | Movistar Team                 | 114 pts                     |                             |
| 5.º                         | Simon Geschke               | Cofidis                       | 78 pts                      |                             |
| 6.º                         | Julian Alaphilippe          | Soudal Quick-Step             | 77 pts                      |                             |
| 7.º                         | Daniel Felipe Martínez      | Bora-Hansgrohe                | 72 pts                      |                             |
| 8.º                         | Valentin Paret-Peintre      | Decathlon-AG2R La Mondiale    | 55 pts                      |                             |
| 9.º                         | Romain Bardet               | Team dsm-firmenich PostNL     | 47 pts                      |                             |
| 10.º                        | Amanuel Ghebreigzabhier     | Lidl-Trek                     | 42 pts                      |                             |

### Clasificación de los jóvenes(Maglia Bianca)
| Clasificación del mejor joven | Clasificación del mejor joven | Clasificación del mejor joven | Clasificación del mejor joven | Clasificación del mejor joven |
| Ciclista                      | Ciclista                      | Equipo                        | Tiempo                        |                               |
| ----------------------------- | ----------------------------- | ----------------------------- | ----------------------------- | ----------------------------- |
| 1.º                           | Antonio Tiberi                | Bahrain Victorious            | 67 h 27 min 31 s              |                               |
| 2.º                           | Thymen Arensman               | Ineos Grenadiers              | + 41 s                        |                               |
| 3.º                           | Filippo Zana                  | Team Jayco AlUla              | + 3 min 23 s                  |                               |
| 4.º                           | Davide Piganzoli              | Team Polti Kometa             | + 12 min 09 s                 |                               |
| 5.º                           | Valentin Paret-Peintre        | Decathlon-AG2R La Mondiale    | + 30 min 43 s                 |                               |
| 6.º                           | Alex Baudin                   | Decathlon-AG2R La Mondiale    | + 40 min 14 s                 |                               |
| 7.º                           | Giovanni Aleotti              | Bora-Hansgrohe                | + 47 min 24 s                 |                               |
| 8.º                           | Kevin Vermaerke               | Team dsm-firmenich PostNL     | + 55 min 31 s                 |                               |
| 9.º                           | Edoardo Zambanini             | Bahrain Victorious            | + 1 h 02 min 20 s             |                               |
| 10.º                          | Mauri Vansevenant             | Soudal Quick-Step             | + 1 h 05 min 16 s             |                               |

### Clasificación por equipos"Súper team"
| Clasificación por equipos | Clasificación por equipos     | Clasificación por equipos | Clasificación por equipos |
| Equipo                    | Equipo                        | Tiempo                    |                           |
| ------------------------- | ----------------------------- | ------------------------- | ------------------------- |
| 1.º                       | Decathlon-AG2R La Mondiale    | 202 h 40 min 13 s         |                           |
| 2.º                       | Ineos Grenadiers              | + 16 min 46 s             |                           |
| 3.º                       | UAE Team Emirates             | + 34 min 11 s             |                           |
| 4.º                       | Bahrain Victorious            | + 1 h 00 min 28 s         |                           |
| 5.º                       | Team dsm-firmenich PostNL     | + 1 h 16 min 22 s         |                           |
| 6.º                       | Astana Qazaqstan Team         | + 1 h 17 min 07 s         |                           |
| 7.º                       | Movistar Team                 | + 1 h 33 min 36 s         |                           |
| 8.º                       | Bora-Hansgrohe                | + 1 h 42 min 41 s         |                           |
| 9.º                       | VF Group-Bardiani CSF-Faizané | + 1 h 55 min 52 s         |                           |
| 10.º                      | Soudal Quick-Step             | + 2 h 02 min 07 s         |                           |

## Abandonos
- Christian Scaroni (Astana Qazaqstan Team) no tomó la salida de la etapa.[2]